# Naturschutzgebiet Lankower See
Das Naturschutzgebiet Lankower See umfasst den Südteil des Lankower Sees mit angrenzenden Niederungs- und Waldbereichen. Das rund 130 Hektar große Naturschutzgebiet liegt in den Gemeinden Dechow und Schlagsdorf im Landkreis Nordwestmecklenburg in Mecklenburg-Vorpommern.
Ein dichter Schilfgürtel umgibt den See. Die Niederungen sind mit Schwarz-Erle, Birke und Grauweide bestockt. Der Lankower See ist artenreich – 44 Arten wurden als Makrozoobenthos des Sees nachgewiesen, darunter Aal, Hecht, Schlei, Plötze, Rotfeder, Steinbeißer, Quappe, Barsch, Edelkrebs und Kahnschnecke. Weiterhin ist der Lankower See ein bedeutendes Rastgewässer für Graugans, Reiherente, Gänsesäger, Kormoran und Graureiher. Brutvögel im Gebiet sind Rohrdommel, Wasserralle, Eisvogel, Haubentaucher und Teichrohrsänger. Der Gebietszustand wird als befriedigend eingestuft. Aus angrenzenden landwirtschaftlichen Flächen kommt es zum Eintrag von Nährstoffen und Pestiziden. Es existieren keine öffentlichen Wege im Gebiet. Im Süden schließt sich auf schleswig-holsteinischem Gebiet das Naturschutzgebiet Lankower Seeufer, Grammsee und Umgebung an, im Osten das Naturschutzgebiet Der Ewige Teich.
Das Naturschutzgebiet ist Bestandteil des FFH-Gebietes Goldensee, Mechower, Lankower und Culpiner See (MV).